# Soelteria nigra
Soelteria nigra là một loài nhện trong họ Thomisidae.
Loài này thuộc chi Soelteria. Soelteria nigra được Maria Dahl miêu tả năm 1907.